# Kândal
Kândal (khm. កណ្ដាល) – prowincja w południowej Kambodży. W 1998 roku zamieszkana przez 1 075 125 osób. Dziesięć lat później miała już ponad 1 265 000 mieszkańców.
Prowincja podzielona jest na 11 dystryktów:
- Kandal Stueng
- Kiĕn Svay
- Khsach Kandal
- Kaôh Thum
- Leuk Dêk
- Lvéa Êm
- Mŭkh Kâmpul
- Angk Snuol
- Pônhéa Lœ
- S'ang
- Ta Khmau